# Международная премия по фантастике
Международная премия по фантастике (англ. International Fantasy Award) — ежегодная литературная премия за лучшую книгу в жанре научной фантастики или фэнтези, вручавшаяся в период с 1951 по 1957 год, за исключением 1956 года. Первые три года премия вручалась также за лучшую книгу в жанре нехудожественной литературы (non-fiction). Основателями премии выступили редакторы британского издательства «Nova Publications», в том числе Джон Уиндем, а в жюри входили фэны и профессионалы из разных стран.

## Лауреаты
- 1951
  - Художественная проза (Fiction): «Земля пребывает вовеки», Джордж Стюарт
  - Нехудожественное произведение (Non-fiction): The Conquest of Space, Вилли Лей и Чесли Боунстелл
- 1952
  - Художественная проза (Fiction): Fancies And Goodnights, Джон Кольер
  - Нехудожественное произведение (Non-fiction): The Exploration of Space, Артур Кларк
- 1953
  - Художественная проза (Fiction): «Город», Клиффорд Саймак
  - Нехудожественное произведение (Non-fiction): Lands Beyond, Лайон Спрэг де Камп и Вилли Лей
- 1954
  - Художественная проза (Fiction): «Больше, чем люди», Теодор Старджон
- 1955
  - Художественная проза (Fiction): «Зеркало для Наблюдателей», Эдгар Пенгборн
- 1957
  - Художественная проза (Fiction): «Властелин Колец», Дж.Р.Р. Толкин